# Køge BK
Køge Boldklub – duński klub piłkarski z siedzibą w mieście Køge.

## Historia
Køge BK założony został w 1927 roku. W pierwszej lidze klub zadebiutował w sezonie 1939/40 zajmując 4 miejsce. Od czasu, gdy w 1985 roku klub spadł do II ligi, w pierwszej lidze rozegrał tylko jeden sezon - Køge BK awansował w 2001/02, by spaść rok później.
14 marca 2009 roku doszło do fuzji z Herfølge BK, w wyniku czego miał powstał klub HB Køge.
Klub w swojej historii rozegrał 34 sezony w pierwszej lidze, 25 sezonów w drugiej lidze oraz 6 sezonów w trzeciej lidze.

## Sukcesy
- mistrzostwa Danii:
  - mistrzostwo (2): 1953/1954, 1975
  - wicemistrzostwo (1): 1951/1952
- Puchar Danii w piłce nożnej
  - finał (1): 1963

## Europejskie puchary
Legenda do wszystkich tabel:
- Q – runda eliminacyjna, 1/16, 1/8, 1/4, 1/2 – odpowiednia faza rozgrywek, Grupa – runda grupowa, 1r gr – pierwsza runda grupowa, 2r gr – druga runda grupowa, F – finał, R – runda, PO – play-off
- k. – rzuty karne, los. – losowanie, Dogr. – dogrywka, w. – zasada bramek strzelonych na wyjeździe

| Sezon   | Rozgrywki     | Runda | Przeciwnik       | Dom | Wyjazd | Ogólnie |
| ------- | ------------- | ----- | ---------------- | --- | ------ | ------- |
| 1976/77 | Puchar Europy | 1R    | Bayern Monachium | 1–2 | 0–5    | 1–7     |